# Akkor szép az erdő, mikor zöld
Az Akkor szép az erdő, mikor zöld kezdetű magyar népdalt Kodály Zoltán gyűjtötte a Nyitra vármegyei Menyhében 1909-ben. A szöveg többféle dallammal ismert. A fríg zárlat XVII–XVIII. századi eredetre utal.
A népdal dallamára énekelhető a 27. zsoltár (Az Úr nékem fényesség).
Feldolgozás:
| Szerző        | Mire            | Mű                                                          | Előadás     |
| ------------- | --------------- | ----------------------------------------------------------- | ----------- |
| Kodály Zoltán | ének és zongora | Magyar népzene énekhangra és zongorára, III. füzet, 15. dal | [ 2 ] [ 3 ] |

## Kotta és dallam
| Akkor szép az erdő, mikor zöld, Mikor a vadgalamb benne költ. A vadgalamb olyan, mint a lány, Fáj a szíve a legény után. | Nem vagyok én oka semminek, Édesanyám oka mindennek. Mért nem adott engem olyannak, Akit választottam magamnak? | Megvert az Úristen, de nem fáj, Fügefa levele lehullt már. Fügefa levele, gyógyíts meg, Régi volt szeretőm, csókolj meg! |

Változat: 1) 

## Felvételek
- Akkor szép az erdő. Előadja: Juhász Marci  YouTube (2013. augusztus 1.)  (Hozzáférés: 2016. január 14.) (audió) az elejétől 1:05-ig.